# ウェドモーアの和議
ウェドモーアの和議（ウェドモーアのわぎ、英: Treaty of Wedmore）は、878年にイングランドのアルフレッド大王とデーン王グスルム（古英語: Guthrum）の間に結ばれた和議。

## 和議の内容
デーン人がデーンロウ地域を保有し、デーン王グスランは洗礼を受け、イングランド王アルフレッドの養子になるという内容で、アルフレッド優位の下に結ばれた。

## その後
デーン人たちは、デーンロウ地域に居住し定住を許され、グスランはその地の支配者となった。886年にアルフレッド大王によってロンドンが奪還されたため、デーン人たちは勢力を失い、デーンロウにおいて農民化したが、アルフレッド大王の支配下には入らず独自性を残していった。